# Kathus
Kathus ist ein Stadtteil von Bad Hersfeld im osthessischen Landkreis Hersfeld-Rotenburg. Der Spitzname der Kathuser Einwohner ist „die Wilddiebe“ – möglicherweise ein Hinweis auf die ehemals vorhandene Rückständigkeit der etwas abgelegenen Ortschaft.

## Geographie

### Geographische Lage
Der größte Teil des Ortes liegt am Hang des 340,4 m ü. NN hohen Gellenberges, der nordwestlich des Dorfes liegt. Das bebaute Gebiet liegt auf 206 m ü. NN an der Solz und steigt bis 240 m ü. NN an den Hängen des Gellenberges an.

Der Stadtteil ist über die Kreisstraße 2 erreichbar, die in dem Bad Hersfelder Stadtteil Sorga von der Bundesstraße 62 abzweigt. Der öffentliche Personennahverkehr erfolgt durch die RhönEnergie Bus GmbH mit der Linie 3 des Stadtbus und der Linie 7 für den Schülerverkehr.

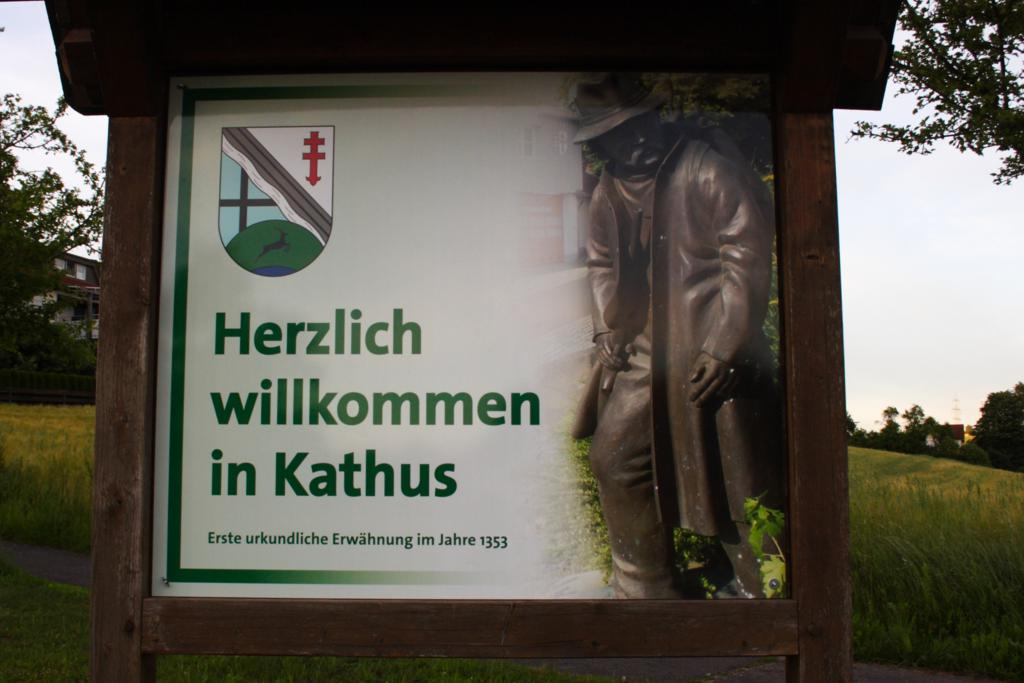
Die Hinweistafel am Bad Hersfelder Stadtteil Kathus wurde 2018 neu gestaltet. Links oben das neue Ortslogo. Rechts eine Abbildung des "Kathuser Wilddiebs"

### Geologie
Das sogenannte Seeloch, ein Erdfall, rund einen Kilometer nordöstlich vom Ortskern auf etwa 300 m ü. NN gelegen, hat einen Durchmesser von etwa 80 Metern. In dem nahezu kreisrunden Trichter steht Wasser und bildet einen über 16 Meter tiefen natürlichen See. Er ist durch Subrosion in der Gesteinsschicht des Zechsteins entstanden. Diese Gesteinsschicht beginnt etwa 490 Meter unter dem Seeloch. Die 490 Meter über dem Zechstein bestehen im Wesentlichen aus dem unteren und mittleren Buntsandstein. Diese Gesteinsschichten sind hier von Bruchlinien durchzogen, sodass Wasser zum Zechstein gelangt und diesen auslaugt. Dadurch entstand ein Hohlraum, der zu Einbrüchen im Deckgebirge geführt hat. In deren Folge bildete sich dann der kegelförmige Erdfalltrichter an der Oberfläche. Erhöhte Natrium- und Chlorwerte im Oberflächenwasser lassen auf eine Vermischung mit der Salzlösung im Zechstein schließen.

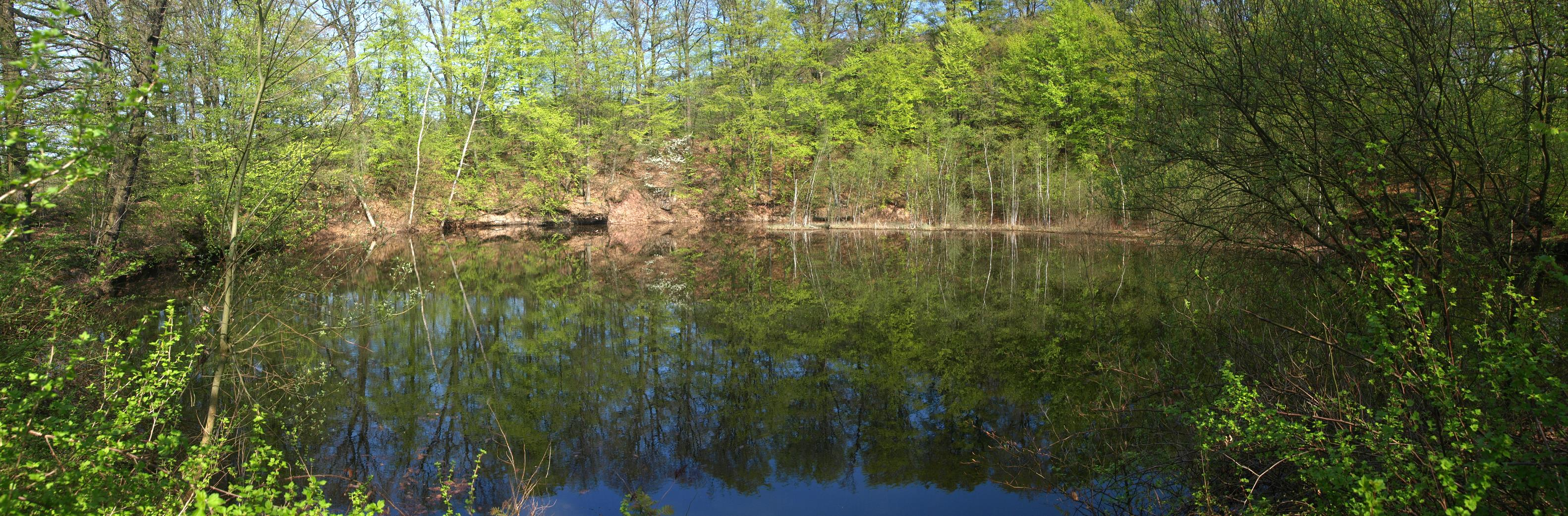
Panorama vom Naturdenkmal Kathuser Seeloch.

Nach palynologischen und stratigraphischen Untersuchungen der Sedimente im Erdfall geht man davon aus, dass sich das Seeloch in der Eem-Warmzeit (Riss/Würm-Interglazial) gebildet hat, also vor rund 120.000 Jahren. Durch weitere Einbrüche wächst das Seeloch weiter. Der letzte größere Einbruch fand vom 13. auf den 14. Februar 1969 statt; dabei sank kurzfristig der Wasserspiegel um knapp fünf Meter und ein am Rand stehendes Schützenhaus wurde zerstört.
Auf einer schwimmenden Insel im See und an den Ufern wachsen Moor-Birken, Ohr-Weiden, Schnabel-Segge, Breitblättriger Rohrkolben und Gilbweiderich auf der Grundlage eines Fieberkleerasens.

## Geschichte

### Ortsgeschichte
Die Ersterwähnung des Hofes Katanes erfolgte 874, als der Hofbesitzer Katanes und seine Frau Reginhilt ihr Hofgut dem Kloster Fulda schenkten. Ab 1003 war der Ort eine fuldische Enklave in hersfeldischem Gebiet, bis der Hof 1353 mit Einwilligung von Abt Heinrich von Fulda an den Bürger Hermann Brückenmüller aus Hersfeld verkauft wurde. 1426 erwarb die Abtei Hersfeld eine Hälfte des Hofgutes. Später gehörte die Siedlung „Kattes“ vollständig zu Hersfeld und wurde vom Abt der Propstei Petersberg zugewiesen. Aus der Propstei entstand der hersfeldische Verwaltungsbezirk Petersberg, dem Kathus angehörte. Auch kirchlich gehörte Kathus mit seiner 1386 erbauten Kirche zu Petersberg. Zu Übergriffen des hessischen Amtmannes von Friedewald auf das Kathuser Gebiet kam es im Jahr 1495.
Bis in die neuere Zeit war Kathus stark kleinbäuerlich und durch einen hohen Anteil an Arbeitern geprägt, die als Pendler in der Industrie von Bad Hersfeld beschäftigt waren. In der jüngeren Vergangenheit hat sich Kathus zu einem Ort entwickelt, der als typische Vorstadt teils traditionelle, teils „zugezogene“ Anwohner beherbergt. Der Kathuser Dialekt ist wegen der Randlage zu Thüringen und zu der Rhön eine Mischung aus beiden Dialekten.
Die evangelische Kirche in Kathus wurde 1971/72 am Nordrand des Siedlungsgebietes erbaut und ersetzte eine mutmaßlich spätmittelalterliche, wegen Baufälligkeit abgerissene „Kapelle“ in der Ortsmitte. In den Jahren 2013 bis 2017 wurde der Kirchenraum völlig neu gestaltet.
Zum 31. Dezember 1971 wurde im Zuge der Gebietsreform in Hessen die bis dahin selbständige Gemeinde Kathus in die Kreisstadt Bad Hersfeld eingegliedert. Für den Stadtteil Kathus wurde ein Ortsbezirk mit Ortsbeirat und Ortsvorsteher nach der Hessischen Gemeindeordnung eingerichtet.

### Einwohnerentwicklung
Kathus hatte im Jahr 1610 lediglich 16 Haushaltungen. 1747 waren es 37 Haushalte.
| Kathus: Einwohnerzahlen von 1834 bis 2011 | Kathus: Einwohnerzahlen von 1834 bis 2011 | Kathus: Einwohnerzahlen von 1834 bis 2011 | Kathus: Einwohnerzahlen von 1834 bis 2011 | Kathus: Einwohnerzahlen von 1834 bis 2011 |
| --- | ----------------------------------------- | ----------------------------------------- | ----------------------------------------- | ----------------------------------------- |
| Jahr |                                           |                                           |                                           | Einwohner                                 |
| 1834 | 1834                                      |                                           | 359                                       | 359                                       |
| 1840 | 1840                                      |                                           | 397                                       | 397                                       |
| 1846 | 1846                                      |                                           | 392                                       | 392                                       |
| 1852 | 1852                                      |                                           | 454                                       | 454                                       |
| 1858 | 1858                                      |                                           | 477                                       | 477                                       |
| 1864 | 1864                                      |                                           | 462                                       | 462                                       |
| 1871 | 1871                                      |                                           | 435                                       | 435                                       |
| 1875 | 1875                                      |                                           | 432                                       | 432                                       |
| 1885 | 1885                                      |                                           | 427                                       | 427                                       |
| 1895 | 1895                                      |                                           | 410                                       | 410                                       |
| 1905 | 1905                                      |                                           | 453                                       | 453                                       |
| 1910 | 1910                                      |                                           | 445                                       | 445                                       |
| 1925 | 1925                                      |                                           | 574                                       | 574                                       |
| 1939 | 1939                                      |                                           | 633                                       | 633                                       |
| 1946 | 1946                                      |                                           | 800                                       | 800                                       |
| 1950 | 1950                                      |                                           | 853                                       | 853                                       |
| 1956 | 1956                                      |                                           | 839                                       | 839                                       |
| 1961 | 1961                                      |                                           | 847                                       | 847                                       |
| 1967 | 1967                                      |                                           | 824                                       | 824                                       |
| 1970 | 1970                                      |                                           | 870                                       | 870                                       |
| 1980 | 1980                                      |                                           | ?                                         | ?                                         |
| 1994 | 1994                                      |                                           | 961                                       | 961                                       |
| 2004 | 2004                                      |                                           | 981                                       | 981                                       |
| 2011 | 2011                                      |                                           | 876                                       | 876                                       |
| Datenquelle: Historisches Gemeindeverzeichnis für Hessen: Die Bevölkerung der Gemeinden 1834 bis 1967. Wiesbaden: Hessisches Statistisches Landesamt, 1968. Weitere Quellen: bis 1970 LAGIS; nach 1980. Stadt Bad Hersfeld; Zensus 2011 |                                           |                                           |                                           |                                           |

## Politik
Für Kathus besteht ein Ortsbezirk (Gebiete der ehemaligen Gemeinde Kathus) mit Ortsbeirat und Ortsvorsteher nach der Hessischen Gemeindeordnung.
Der Ortsbeirat besteht aus neun Mitgliedern. Seit den Kommunalwahlen in Hessen 2021 gehören ihm neun Mitglieder der Liste „Unabhängige-für-Kathus“ (UfK) an. Ortsvorsteher ist Michael Barth (UfK).